# کنجی تاکاگی
کنجی تاکاگی (ژاپنی: 高木 健旨؛ زادهٔ ۱۳ مهٔ ۱۹۷۶) یک بازیکن فوتبال اهل ژاپن است.
از باشگاه‌هایی که در آن بازی کرده‌است می‌توان به باشگاه فوتبال گامبا اوساکا، باشگاه فوتبال اوئیتا ترینیتا و باشگاه فوتبال ساگان توسو اشاره کرد.